# NGC 3905
NGC 3905 is een balkspiraalstelsel in het sterrenbeeld Beker. Het hemelobject werd in 1880 ontdekt door de Britse astronoom Andrew Ainslie Common.

## Synoniemen
- MCG -1-30-35
- IRAS 11465-0927
- PGC 36909